# Фінал кубка Англії з футболу 1967
Фінал кубка Англії з футболу 1967 — 86-й фінал найстарішого футбольного кубка у світі. Учасниками фіналу були дві лондонські команди — «Тоттенгем Готспур» і «Челсі».
Фінальна гра, проведена 20 травня 1986 року, завершилася з рахунком 2:1 на користь «Тоттенгем Готспур», який здобув свій п'ятий титул володаря Кубка Англії, у тому числі третій протягом останніх на той час семи років.

## Шлях до фіналу
| «Тоттенгем Готспур» | «Тоттенгем Готспур» | «Тоттенгем Готспур»                     | Раунд           | «Челсі»                    | «Челсі»   | «Челсі»                                 |
| ------------------- | ------------------- | --------------------------------------- | --------------- | -------------------------- | --------- | --------------------------------------- |
| Суперник            | Результат           | Матчі                                   |                 | Суперник                   | Результат | Матчі                                   |
| «Міллволл»          | 1-0                 | 0—0 на виїзді, 1-0 вдома (перегравання) | Третій раунд    | «Гаддерсфілд Таун»         | 2-1       | 2-1 на виїзді                           |
| «Портсмут»          | 3–1                 | 3–1 вдома                               | Четвертий раунд | «Брайтон енд Гоув Альбіон» | 5–1       | 1–1 на виїзді, 4—0 вдома (перегравання) |
| «Бристоль Сіті»     | 2–0                 | 2-0 вдома                               | П'ятий раунд    | «Шеффілд Юнайтед»          | 2-0       | 2-0 вдома                               |
| «Бірмінгем Сіті»    | 6–0                 | 0–0 на виїзді, 6—0 вдома (перегравання) | Шостий раунд    | «Шеффілд Венсдей»          | 1–0       | 1–0 вдома                               |
| «Ноттінгем Форест»  | 2–1                 | 2–1 на нейтральному полі                | 1/2 фіналу      | «Лідс Юнайтед»             | 1–0       | 1–0 на нейтральному полі                |

## Матч
| 20 травня 1967 |

| «Тоттенгем Готспур»   | 2–1        | «Челсі»      |
| --------------------- | ---------- | ------------ |
| Робертсон 40' Сол 67' | (Протокол) | Темблінг 85' |

| «Вемблі», Лондон Глядачів: 100 000 Арбітр: К. Дегнелл |

| «Тоттенгем Готспур» | «Челсі» |

|                  |    |                  |  |
|                  |    |                  |  |
| ВР               | 1  | Пет Дженнінгс    |  |
| ЗХ               | 2  | Джо Кіннір       |  |
| ЗХ               | 3  | Сіріл Ноулс      |  |
| ПЗ               | 4  | Алан Маллері     |  |
| ЗХ               | 5  | Майк Інгленд     |  |
| ЗХ               | 6  | Дейв Макай (к)   |  |
| ПЗ               | 7  | Джиммі Робертсон |  |
| НП               | 8  | Джиммі Грівз     |  |
| НП               | 9  | Алан Гілзін      |  |
| ПЗ               | 10 | Террі Венейблз   |  |
| ПЗ               | 11 | Френк Сол        |  |
| Запасні:         |    |                  |  |
| ПЗ               | 12 | Кліфф Джонс      |  |
| Головний тренер: |    |                  |  |
| Білл Ніколсон    |    |                  |  |

|                  |    |                |  |
|                  |    |                |  |
| ВР               | 1  | Пітер Бонетті  |  |
| ЗХ               | 2  | Аллан Гарріс   |  |
| ЗХ               | 3  | Едді Маккріді  |  |
| ПЗ               | 4  | Джон Голлінс   |  |
| ЗХ               | 5  | Марвін Гінтон  |  |
| ЗХ               | 6  | Рон Гарріс (к) |  |
| ПЗ               | 7  | Чарлі Кук      |  |
| НП               | 8  | Томмі Болдвін  |  |
| НП               | 9  | Тоні Гейтлі    |  |
| ПЗ               | 10 | Боббі Темблінг |  |
| ПЗ               | 11 | Джон Бойл      |  |
| Запасні:         |    |                |  |
| ЗХ               | 12 | Джо Керкап     |  |
| Головний тренер: |    |                |  |
| Томмі Дохерті    |    |                |  |